# Triaenodes ochreellus
Triaenodes ochreellus är en nattsländeart som beskrevs av Mclachlan 1877. Triaenodes ochreellus ingår i släktet Triaenodes och familjen långhornssländor. Utöver nominatformen finns också underarten T. o. lefkus.